# Olympique Lyonnais

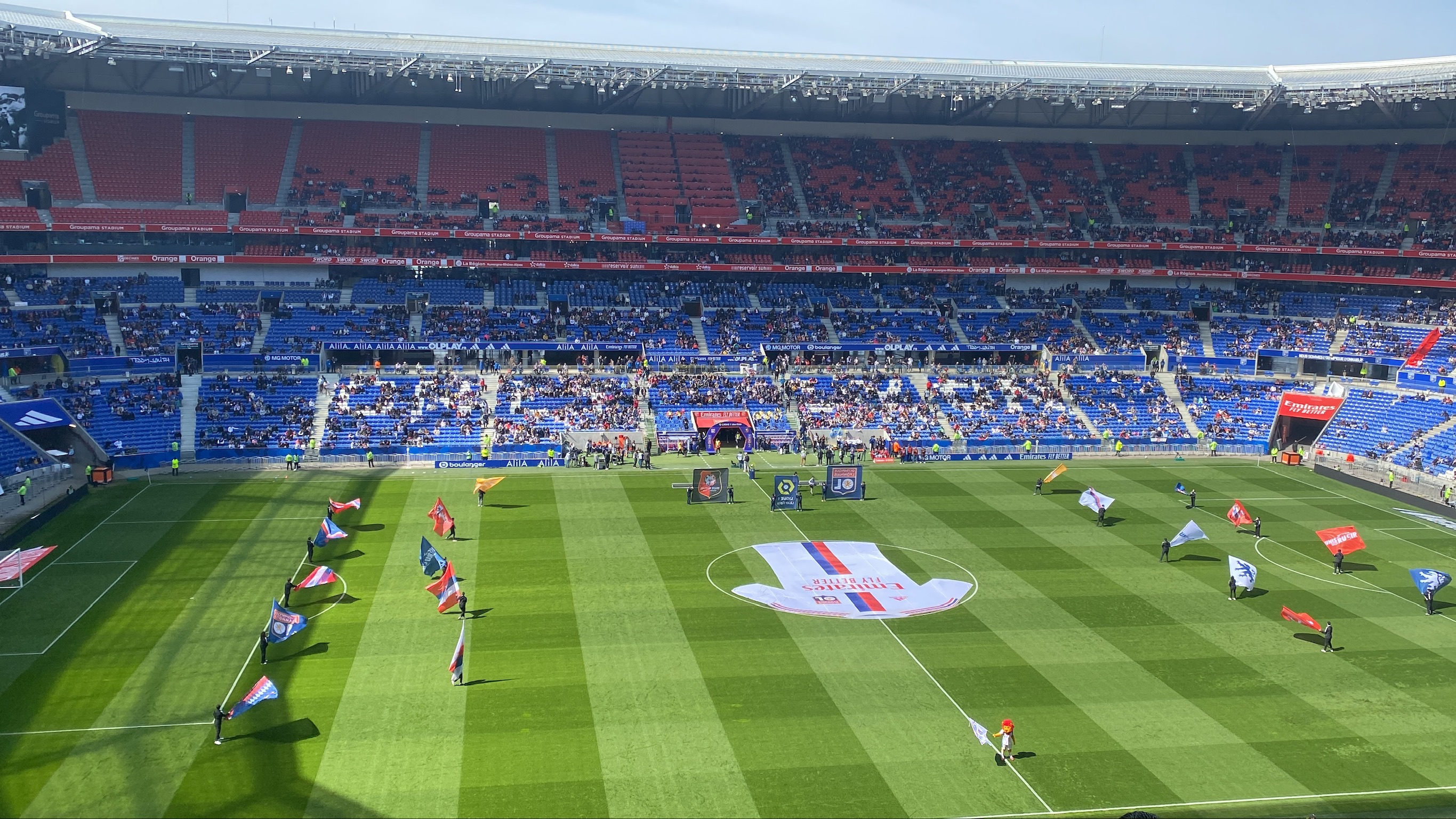
Groupama Stadium

Olympique Lyonnais is een Franse voetbalclub uit Lyon, opgericht in 1899 en uitkomend in de Ligue 1. De club behoorde in het begin van de 21e eeuw tot de Europese top en is lid van de ECA. De club speelt zijn wedstrijden sinds januari 2016 in het Parc Olympique Lyonnais, hiervoor in het Stade de Gerland. De bijnamen van de club zijn La Reine (de Koningin) en Les Gones (de jongens). Olympique Lyonnais behoorde tot de beste clubs van Frankrijk en domineerde de Ligue 1 in de beginjaren van de 21e eeuw. In 2001 eindigden ze tweede, achter FC Nantes, maar daarna won de club de titel zeven maal op rij.
De aartsrivaal van Olympique Lyonnais is AS Saint-Étienne. Wedstrijden tussen beide clubs staan bekend als de Derby du Rhône.

## Geschiedenis

### Vroege geschiedenis
Olympique Lyonnais werd in 1896 opgericht als omni-sportvereniging Racing Club de Lyon en nam later de naam Lyon Olympique aan. In 1899 kreeg de club ook een voetbalafdeling. De club sloot zich aan bij de USFSA en plaatste zich in 1906 voor de eindronde van het kampioenschap en speelde in de achtste finales gelijk tegen Olympique Marseille. Er kwam een replay, maar Lyon gaf forfait voor deze wedstrijd. In 1908 en 1909 plaatste FC Lyon zich voor de eindronde, maar in 1910 was Olympique weer van de partij en Besançon werd met 4-1 uitgeschakeld. In de kwartfinale moest de club echter met 5-0 het onderspit delven tegen Stade Helvétique Marseille.

### De eerste decennia
De club nam de naam Lyon Olympique Universitaire aan, kortweg LOU en plaatste zich in 1913 nog eens voor de eindronde, maar kreeg een pak slaag van Stade Raphaëlois van 5-1 en was meteen weer uitgeschakeld. Hierna verdween de club enkele jaren in de anonimiteit.
Tijdens de Tweede Wereldoorlog speelde de club in 1942/43 voor het eerst in de hoogste klasse en werd elfde op zestien clubs in de zone zuid. Het volgende seizoen namen er geen clubs deel aan het kampioenschap, maar clubs die een hele regio vertegenwoordigden. Dit werd echter na één seizoen afgeschaft en in het laatste oorlogsseizoen werd Lyon met 2 punten voorsprong op Bordeaux groepswinnaar. In de finale tegen de noordelijke kampioen FC Rouen moest de club het onderspit delven en verloor met 4-0. Lyon ging niet op zijn elan verder na de oorlog en degradeerde naar de tweede klasse. De volgende seizoenen eindigde de club in de hogere middenmoot.
In mei 1950 besloot men om de voetbal en rugby-afdelingen van elkaar te scheiden. Er kwam ook een scheiding tussen de prof- en amateursectie. De club kreeg een nieuwe naam: Olympique Lyonnais. Armand Groslevin werd de eerste clubpresident. Le LOU bleef bestaan als amateurclub, maar mocht twee seizoenen lang niet deelnemen aan het kampioenschap. Daarna ging de nieuwe club van start, die echter geen beroep mocht doen op de geschiedenis van het vroegere LOU.

### Wisselend succes
In het eerste seizoen onder de naam Olympique Lyonnais werd meteen de titel behaald, maar Lyon werd te licht bevonden voor de elite en degradeerde meteen terug naar de Division 2. Na een achtste plaats werd de club in 1954 opnieuw kampioen en kon zich nu voor langere periode in de hoogste klasse vestigen. De volgende seizoenen was de club een middenmoter en in 1958 mocht de club voor het eerst Europees spelen in de tweede editie van de Jaarbeursstedenbeker. De eerste Europese confrontatie in San Siro werd meteen een blamage en de club zou het nooit meer slechter doen. Internazionale vernederde de club met 7-0. In de terugwedstrijd kon de club thuis wel gelijk spelen. Ondanks middenmootplaatsen in de competitie werd Lyon ook voor de volgende twee edities geselecteerd, maar werd ook hier telkens in de eerste ronde uitgeschakeld.
Na jaren van middenmootplaatsen werd in 1962/63 voor het eerst de vijfde plaats bereikt. In de beker werd voor het eerst de finale bereikt, maar daarin verloor de club van kampioen Monaco. Omdat Monaco kampioen was mocht Lyon voor het eerst deelnemen aan de beker der bekerwinnaars en bereikte de halve finales. Thuis tegen Sporting Portugal werd het 0-0 en in Lissabon werd het 1-1. Helaas werd de regel dat uitdoelpunten dubbel tellen pas enkele jaren later ingevoerd en ook het penalty's nemen was nog niet gebruikelijk, waardoor er een derde wedstrijd plaatsvond in Madrid die Sporting met 0-1 won van Lyon. Sporting zou de beker uiteindelijk winnen tegen MTK Boedapest. In de competitie werd Lyon vierde en door een 2-0 bekeroverwinning tegen Bordeaux plaatste de club zich opnieuw voor Europees voetbal. Dit keer stopte FC Porto de club al in de eerste ronde. Na nog een zesde plaats het jaar erna belandde de club weer in de middenmoot van de competitie. Na een bekeroverwinning in 1967 tegen FC Sochaux werd er weer Europees gespeeld. In de 1/8ste finales werd Tottenham Hotspur FC uitgeschakeld, maar in de kwartfinale verloor de club van HSV. In 1968 werd de club opnieuw geselecteerd voor de Jaarbeursstedenbeker en bereikte daar de tweede ronde, waar opnieuw een Portugese club de boosdoener was. In de competitie liet de club het al enkele jaren afweten en werden enkel middenmootplaatsen behaald met uitzondering van 1971/72 toen de vijfde plaats behaald werd. Een jaar later won de club de beker tegen FC Nantes en nog een jaar later bereikte Lyon voor het eerst het podium door derde te eindigden in de competitie. Ook in 1974/75 werd de derde plaats bereikt. Europees werd Lyon echter telkens vroeg uitgeschakeld. De volgende jaren speelde de club met wisselend succes, een gevecht tegen degradatie gevolgd door een zevende plaats en in 1980 flirtte de club helemaal met de degradatie toen er een barrage gespeeld moest worden met tweedeklasser Olympique Avignon. Lyon herstelde zich het volgende seizoen met een zesde plaats, maar daarna ging het weer bergaf en in 1982/83 werd de club voorlaatste en degradeerde naar de Division 2 na 29 seizoenen hoogste klasse. Geen enkele andere club speelde op dat moment langer in de hoogste klasse.
De volgende zes seizoenen bracht de club door aan de top van de tweede klasse, maar elk jaar schoot de club net iets te kort om te promoveren. In 1987 werd Jean-Michael Aulas investeerder en zijn ambitie was een Europese kwalificatie binnen de vijf jaar. In 1989 werd de promotie afgedwongen. De club deed het meteen goed en reeds na twee seizoenen Division 1 plaatste de club zich voor Europees voetbal al moest de club al in de tweede ronde van de UEFA Cup het onderspit delven tegen het Turkse Trabzonspor.
De volgende twee seizoenen ging het weer slechter met de club en na een achtste plaats in 1993/94 werd Olympique vicekampioen het seizoen erna. In de UEFA Cup schakelde Lyon SS Lazio uit, maar werd dan in de 1/8ste finales uitgeschakeld door Nottingham Forest FC. In 1997 plaatste Lyon zich via de intertotocup voor de UEFA Cup en bereikte de tweede ronde. Het volgende seizoen bereikte Olympique de kwartfinales en moest daar het onderspit delven tegen Bologna.

### De kampioensjaren
In 1999 werd door Pathé 15 miljoen euro in de club gestoken. De clubpresident Jean-Michel Aulas besloot van dit geld een aanvaller van grote naam te halen: Sonny Anderson. De Braziliaanse international werd gehaald van FC Barcelona en zou in Lyon uitgroeien een van de meest iconische spelers uit de clubhistorie. Zijn komst bracht een omkeer teweeg bij de club uit Lyon en zorgde ervoor dat O.L. in het seizoen 2000/2001 eindigde als vice-kampioen, vlak achter FC Nantes.
| Seizoen | Comp. | Beker   | Europa  |
| ------- | ----- | ------- | ------- |
| 2000/01 | 2e    | 1/4     | 2R CL   |
| 2001/02 | 1e    | 1/16    | 1/8 UC  |
| 2002/03 | 1e    | 1/32    | 1/16 UC |
| 2003/04 | 1e    | 1/8     | 1/4 CL  |
| 2004/05 | 1e    | 1/8     | 1/4 CL  |
| 2005/06 | 1e    | 1/4     | 1/4 CL  |
| 2006/07 | 1e    | 1/8     | 1/8 CL  |
| 2007/08 | 1e    | winnaar | 1/8 CL  |
| 2008/09 | 3e    | 1/8     | 1/8 CL  |
| 2009/10 | 2e    | 1/16    | 1/2 CL  |
| 2010/11 | 3e    |         |         |
| 2011/12 | 4e    |         |         |

Vanaf dat seizoen begon Olympique Lyonnais in rap tempo te groeien. De club domineerde de Ligue 1 in de beginjaren van de 21e eeuw door zeven maal op rij het Frans landskampioenschap te winnen. Een belangrijke sleutelspeler van Lyon in de beginjaren van de jaren '00 was de populaire middenvelder Juninho Pernambucano, die met zijn befaamde vrije trappen een zeer groot aandeel had in de successen. Met het aantrekkelijke aanvallende en flitsende spel, kreeg de club in Europees verband steeds meer aanzien. Er werden in zes jaar tijd veel prachtige overwinningen geboekt tegen clubs als Real Madrid CF (3-0), Celtic (3-2), PSV Eindhoven (4-0), Bayern München (2-1), Olympiakos Piraeus (4-1), Fenerbahçe (4-2) en Werder Bremen (7-2). Dit zorgde ervoor dat veel voetbalkenners, waaronder Willem van Hanegem, enkele jaren achtereenvolgens Olympique Lyonnais als Champions League-finalist voorspelden. Olympique Lyonnais kwam echter niet verder dan de kwartfinales, maar wist zich wel te scharen bij de Europese topclubs.
Onder leiding van hoofdtrainer Alain Perrin won l'O.L. in 2008 zowel de Ligue 1 als de Coupe de France. Desondanks speelde Lyon de laatste competitiewedstrijden zeer moeizaam en waren er spanningen in de spelersgroep. Dit leidde tot controverses tussen clubpresident Jean-Michel Aulas en Bernard Lacombe enerzijds en Alain Perrin anderzijds. De controverse leidde tot het vertrek van Perrin. Aan het einde van het seizoen vertrokken nog tien spelers, mede als gevolg van de interne spanningen. Tijdens het Europees kampioenschap voetbal van 2008 was Olympique Lyonnais hofleverancier van het toernooi door tien contractspelers te leveren aan de deelnemende landen.
Op 18 juni 2008 werd Claude Puel aan de pers gepresenteerd als de nieuwe hoofdtrainer van Olympique Lyonnais. Voor het seizoen 2008/09 lagen de verwachtingen bij de zevenvoudig landskampioen torenhoog. Na het vertrek van tien selectiespelers, had Lyon voor miljoenen euro's aan talentvolle, maar relatief onervaren, spelers gekocht, waaronder Hugo Lloris, Miralem Pjanić, Jean II Makoun en John Mensah. Ondanks een voortvarend begin, eindigde Lyon met moeizaam spel op een teleurstellende derde plaats in de competitie en werd het uitgeschakeld in de achtste finale van de UEFA Champions League tegen FC Barcelona, de uiteindelijke winnaar van het toernooi. In de competitie wist Girondins de Bordeaux de hegemonie van Olympique Lyonnais na zeven jaar te doorbreken.
Na een verversing van bijna een derde van de spelersgroep, waarbij onder meer Kader Keïta, Karim Benzema en clubicoon Juninho Pernambucano vertrokken, besloot de directie voor het seizoen 2009/10 opnieuw te investeren in versterkingen. De eerste grote aankoop die La Reine deed was Lisandro López, die voor 24 miljoen euro de duurste aankoop werd uit de historie van l'OL. Andere grote aankopen voor dat seizoen waren Michel Bastos, Aly Cissokho en Bafétimbi Gomis, waardoor Lyon in de zomer van 2009 een slordige 72 miljoen euro in de selectie pompte om de club weer naar het landskampioenschap te loodsen en een rol van betekenis te laten spelen in Europa. De nieuwkomers hadden zich snel aangepast, waardoor l'OL zakelijker speelde en meer gericht op strijd dan op het individualisme.
Europees maakte de club wederom grote indruk door in de UEFA Champions League 2009/10 te winnen van RSC Anderlecht (5-1 en 3-1 winst), Liverpool FC (2-1 winst), Real Madrid CF in de achtste finales en Girondins de Bordeaux in de kwartfinales. In de halve finales werden Les Gones uitgeschakeld door FC Bayern München (0-1, 0-3). Het was voor de eerste keer in de historie dat ze de halve finales bereikten. Dit zou de beste prestatie blijken van trainer Claude Puel, die na afloop van het seizoen 2010/2011 ontslagen werd, nadat Lyon niet verder kwam dan de achtste finales en een derde plaats in de competitie. Puel had in drie jaar tijd geen enkele prijs behaald met Lyon, nadat de club daarvoor zeven maal op rij landskampioen was geworden. Na het verlies van de dominerende positie in eigen land en een plaats bij de Europese elite, waren voetbalkenners en media het met elkaar eens: het tijdperk van het dominante Olympique Lyonnais was voorbij. La Reine won gedurende haar heerschappij zeven landskampioenschappen, zes Franse Supercups, twee belangrijke Franse bekertoernooien en bereikte eenmaal de halve finale en driemaal de kwartfinale van de Champions League.

### Nieuwe periode
Bij het uitblijven van de gewenste prijzen, kwam Lyon in een kleine sportieve en economische crisis terecht. De voorzitter en eigenaar Jean-Michel Aulas besloot naar een nieuw economisch model het uitgavenpatroon drastisch te verlagen en te vertrouwen op de eigen jeugdopleiding. Dure spelers (onder andere Jérémy Toulalan, Miralem Pjanić in 2011 en Kim Källström, Hugo Lloris, Cris en Aly Cissokho in 2012), werden verkocht en het huishoudboekje werd tot aanvaardbare proporties teruggebracht. Voormalig speler en hoofd van de jeugdopleiding Rémi Garde werd aangesteld als nieuwe trainer. Onder zijn hoede braken de voormalige jeugdspelers Alexandre Lacazette, Maxime Gonalons en Clément Grenier door. Tijdens het eerste seizoen van Garde behaalde Lyon een vierde plaats in de competitie, de finale van de Coupe de la Ligue en won het de Coupe de France.
Garde nam na drie jaar als trainer van Lyon ontslag om 'persoonlijke redenen'. Hij werd op 23 mei 2014 opgevolgd door Hubert Fournier, die overkwam van Stade de Reims en tekende voor twee seizoenen. Fournier werd op 23 december 2015 ontslagen en opgevolgd door Bruno Génésio. Op 9 januari 2016 opende het nieuwe stadion van de club, Stade des Lumières, zijn deuren. Het biedt plaats aan 51.186 toeschouwers. De eerste wedstrijd in het stadion werd met 4–1 gewonnen van Troyes AC.
In 2025 werd Olympique Lyon teruggezet naar het tweede niveau, de Ligue 2, door financieel mismanagement. Deze beslissing werd echter op 9 juli teruggedraaid.

## Erelijst
| Internationaal        |    |                                                               |
| UEFA Intertoto Cup    | 1× | 1997                                                          |
| Nationaal             |    |                                                               |
| Division 1/Ligue 1    | 7× | 2001/02, 2002/03, 2003/04, 2004/05, 2005/06, 2006/07, 2007/08 |
| Trophée des Champions | 8× | 1973, 2002, 2003, 2004, 2005, 2006, 2007, 2012                |
| Coupe de la Ligue     | 1× | 2001                                                          |
| Coupe de France       | 5× | 1964, 1967, 1973, 2008, 2012                                  |
| Division 2            | 1× | 1992                                                          |

## Clubcultuur

### Beursnotering
Olympique Lyonnais is een voetbalclub met een beursnotering. Een belangrijke rol hierin speelde de zakenman Jean-Michel Aulas, die sinds 1987 de clubpresident is van Olympique Lyonnais en ervoor gezorgd heeft dat Lyon in de Franse top meedraait. De emissie op de Franse effecten beurs vond plaats op 8 februari 2007. De aandelen begonnen met een introductiekoers van 24 euro. Mede dankzij het geld dat de aandelen opgeleverd hebben, kan de Franse grootmacht met eigen geld een nieuw stadion laten bouwen. In november 2008 zakte de koers naar een voorlopig dieptepunt van € 8,50, maar leefde daarna weer op.

### Supporters

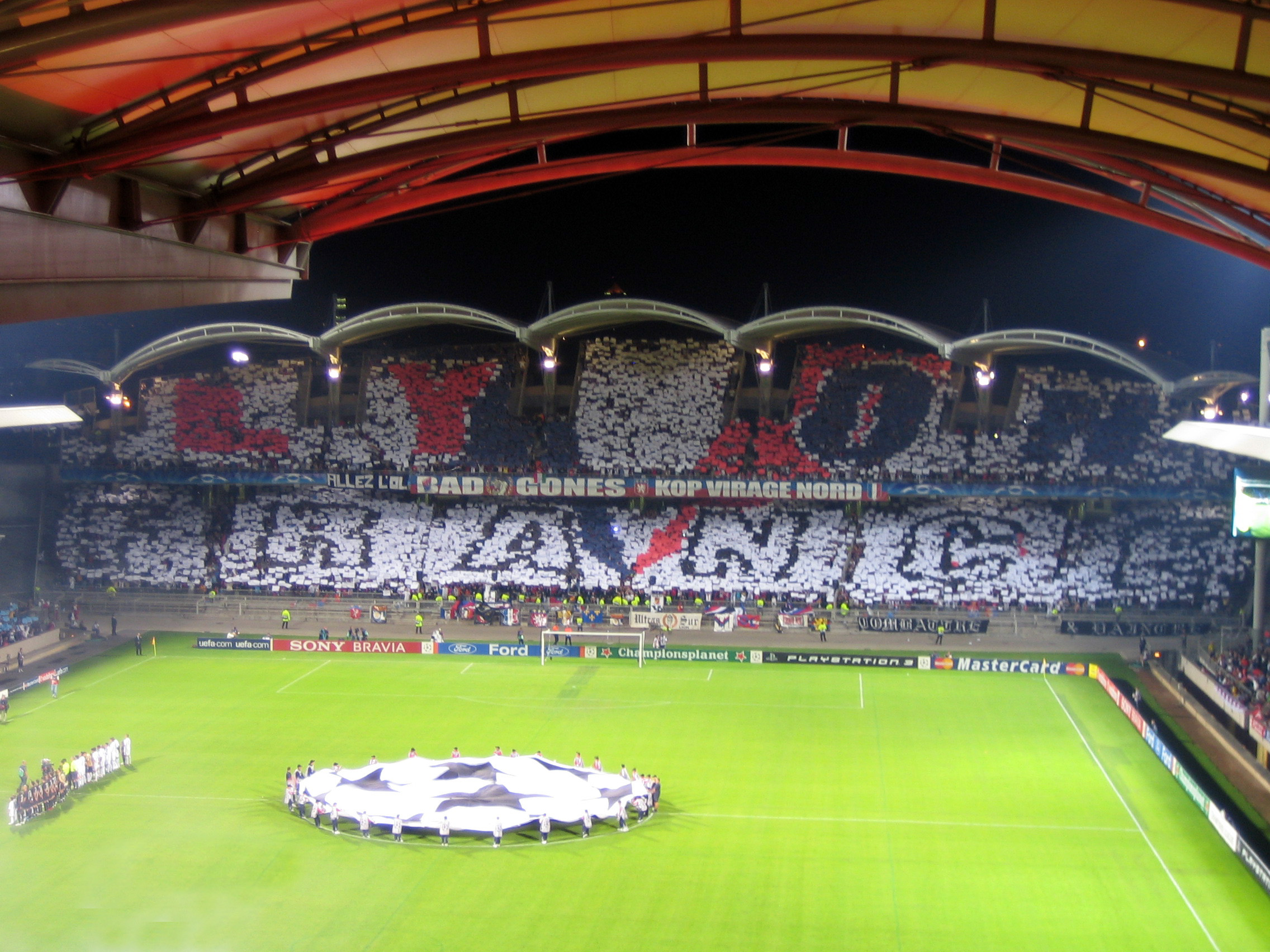
Tijdens een thuiswedstrijd tegen Real Madrid.

De Ultra's subgroepen Bad Gones in het noordvak staan bekend als de meest fanatieke supporters.

### Rivaliteit
Als een van de grote topclubs heeft Olympique Lyonnais in de loop der jaren veel rivaliteit ondervonden van andere clubs in de Ligue 1.

#### Rivaliteit met Saint-Étienne
De aartsrivaal van Olympique Lyonnais is AS Saint-Étienne. De onderlinge duels, die bekendstaan als de Derby du Rhône, behoren tot de belangrijkste wedstrijden van het jaar en zijn vrijwel altijd uitverkocht. Ongeacht de stand op de ranglijst, komt een wedstrijd tussen beide clubs neer op een krachtmeting welke club de beste van de voormalige regio Rhône-Alpes is. Het is in de publieke beleving een botsing tussen het sierlijke en elegante voetbal van La Reine en de onverzettelijke strijdlust van Les Verts. Zowel binnen als buiten het stadion hebben er in het verleden supportersrellen plaatsgevonden.

#### Rivaliteit met Marseille
Een andere belangrijke rivaal is Olympique Marseille, de andere topclub in de Ligue 1. De wedstrijden tegen Marseille worden bestempeld als de Choc des Olympiques. De onderlinge duels behoren hedendaags tot de belangrijkste wedstrijden van het seizoen, maar qua spanning en rivaliteit zijn deze wedstrijden lang niet zo beladen als de duels met AS Saint-Étienne.

#### Rivaliteit met andere clubs
Behalve AS Saint-Étienne en Olympique Marseille heeft Olympique Lyonnais nog een aantal andere rivalen. De andere grote club waar altijd strijd tussen zit is Girondins Bordeaux. Deze wedstrijden gaan vaak over het kampioenschap van Frankrijk. Bordeaux en Lyon zijn vaak kampioen geworden. Ook Paris Saint Germain is een rivaal van Lyon.
Daarbij valt op dat deze tegenstanders meer bezig zijn met de strijd tegen Lyon dan andersom. Dit komt mede omdat er in de loop der jaren veel doorgebroken spelers van andere Franse clubs werden opgekocht en naar het grote Lyon getransfereerd.

## Sponsoren
| Periode   | Kledingsponsor | Shirtsponsor                                |
| --------- | -------------- | ------------------------------------------- |
| 1984-1989 | Duarig         | Giraudy Affichage                           |
| 1989-1991 | Duarig         | Le69                                        |
| 1991-1992 | Duarig         | Zenith Datasystem, Canal+                   |
| 1992-1993 | Duarig         | Giraudy, Candia                             |
| 1993-1998 | Nike           | Sodexho, Justin Bridou                      |
| 1998-1999 | adidas         | Sodexho, Justin Bridou                      |
| 1999-2001 | adidas         | Infogrames                                  |
| 2001-2003 | adidas         | Continental                                 |
| 2003-2006 | Umbro          | Renault Trucks/LG                           |
| 2006-2009 | Umbro          | Ticket Restaurant/Novotel                   |
| 2009-2010 | Umbro          | PlayStation 3/Kool Shen                     |
| 2010-2011 | adidas         | Betclic                                     |
| 2011-2012 | adidas         | Everest Poker/Renault Truck/Crédit Agricole |
| 2012-2020 | adidas         | Hyundai/Veolia Environnement                |
| 2020-     | adidas         | Emirates Fly Better                         |

## Overzichtslijsten

### Eindklasseringen sinds 1951
- 1951 1e
Division Interrégionale
- 1952 17e
Division Nationale
- 1953 8e
Division Interrégionale
- 1954 1e
Division Interrégionale
- 1955 12e
Division Nationale
- 1956 8e
Division Nationale
- 1957 12e
Division Nationale
- 1958 8e
Division Nationale
- 1959 9e
Division Nationale
- 1960 16e
Division Nationale
- 1961 15e
Division Nationale
- 1962 16e
Division Nationale
- 1963 5e
Division Nationale
- 1964 4e
Division Nationale
- 1965 6e
Division Nationale
- 1966 16e
Division Nationale
- 1967 15e
Division Nationale
- 1968 12e
Division Nationale
- 1969 9e
Division Nationale
- 1970 15e
Division Nationale
- 1971 7e
Division Nationale
- 1972 5e
Division Nationale
- 1973 13e
Division 1
- 1974 3e
Division 1
- 1975 3e
Division 1
- 1976 16e
Division 1
- 1977 6e
Division 1
- 1978 17e
Division 1
- 1979 7e
Division 1
- 1980 18e
Division 1
- 1981 6e
Division 1
- 1982 16e
Division 1
- 1983 19e
Division 1
- 1984 3e
Division 2
- 1985 7e
Division 2
- 1986 3e
Division 2
- 1987 2e
Division 2
- 1988 2e
Division 2
- 1989 1e
Division 2
- 1990 8e
Division 1
- 1991 5e
Division 1
- 1992 16e
Division 1
- 1993 14e
Division 1
- 1994 8e
Division 1
- 1995 2e
Division 1
- 1996 11e
Division 1
- 1997 8e
Division 1
- 1998 6e
Division 1
- 1999 3e
Division 1
- 2000 3e
Division 1
- 2001 2e
Division 1
- 2002 1e
Division 1
- 2003 1e
Ligue 1
- 2004 1e
Ligue 1
- 2005 1e
Ligue 1
- 2006 1e
Ligue 1
- 2007 1e
Ligue 1
- 2008 1e
Ligue 1
- 2009 3e
Ligue 1
- 2010 2e
Ligue 1
- 2011 3e
Ligue 1
- 2012 4e
Ligue 1
- 2013 3e
Ligue 1
- 2014 5e
Ligue 1
- 2015 2e
Ligue 1
- 2016 2e
Ligue 1
- 2017 4e
Ligue 1
- 2018 3e
Ligue 1
- 2019 3e
Ligue 1
- 2020 7e
Ligue 1
- 2021 4e
Ligue 1
- 2022 8e
Ligue 1
- 2023 7e
Ligue 1
- 2024 6e
Ligue 1
- 2025 6e
Ligue 1

- Niveau 1
- Niveau 2

### Seizoensresultaten sinds 2009/10
| Seizoen   | № | Clubs | Divisie | Duels | Winst | Gelijk | Verlies | Doelsaldo | Punten | Tsch   |
| --------- | - | ----- | ------- | ----- | ----- | ------ | ------- | --------- | ------ | ------ |
| 2009–2010 | 2 | 20    | Ligue 1 | 38    | 20    | 12     | 6       | 64–38     | 72     | 35.767 |
| 2010–2011 | 3 | 20    | Ligue 1 | 38    | 17    | 13     | 8       | 61–40     | 64     | 35.266 |
| 2011–2012 | 4 | 20    | Ligue 1 | 38    | 19    | 7      | 12      | 64–51     | 64     | 33.067 |
| 2012–2013 | 3 | 20    | Ligue 1 | 38    | 19    | 10     | 9       | 61–38     | 67     | 32.086 |
| 2013–2014 | 5 | 20    | Ligue 1 | 38    | 17    | 10     | 11      | 56–44     | 61     | 34.414 |
| 2014–2015 | 2 | 20    | Ligue 1 | 38    | 22    | 9      | 7       | 72–33     | 75     | 34.949 |
| 2015–2016 | 2 | 20    | Ligue 1 | 38    | 19    | 8      | 11      | 67–43     | 65     | 40.296 |
| 2016–2017 | 4 | 20    | Ligue 1 | 38    | 20    | 5      | 13      | 77–48     | 67     | 38.565 |
| 2017–2018 | 3 | 20    | Ligue 1 | 38    | 23    | 9      | 6       | 87–43     | 78     | 42.277 |
| 2018–2019 | 3 | 20    | Ligue 1 | 38    | 21    | 9      | 8       | 70–47     | 72     | 49.079 |
| 2019–2020 | 7 | 20    | Ligue 1 | 28    | 11    | 7      | 10      | 42–27     | 40     | 47.299 |
| 2020–2021 | 4 | 20    | Ligue 1 | 38    | 22    | 10     | 6       | 81–43     | 76     | 0      |
| 2021–2022 | 8 | 20    | Ligue 1 | 38    | 17    | 11     | 10      | 66–51     | 61     | --     |
| 2022–2023 | 7 | 20    | Ligue 1 | 38    | 18    | 8      | 12      | 65–47     | 62     | --     |
| 2023–2024 | 6 | 18    | Ligue 1 | 34    | 16    | 5      | 13      | 49–55     | 53     | --     |
| 2024–2025 | 6 | 18    | Ligue 1 | 34    | 17    | 6      | 11      | 65–46     | 57     | --     |

### Olympique Lyon in Europa
Olympique Lyonnais speelt sinds 1958 in diverse Europese competities. Hieronder staan de competities en in welke seizoenen de club deelnam:
- Champions League (18x)

1999/00, 2000/01, 2001/02, 2002/03, 2003/04, 2004/05, 2005/06, 2006/07, 2007/08, 2008/09, 2009/10, 2010/11, 2011/12, 2013/14, 2015/16, 2016/17, 2018/19, 2019/20
- Europa League (7x)

2012/13, 2013/14, 2014/15, 2016/17, 2017/18, 2021/22, 2024/25
- Europacup II (4x)

1963/64, 1964/65, 1967/68, 1973/74
- UEFA Cup (9x)

1974/75, 1975/76, 1991/92, 1995/96, 1997/98, 1998/99, 1999/00, 2001/02, 2002/03
- Conference League (1x)

2021/22
- Intertoto Cup (1x)

1997 (winnaar)
- Jaarbeursstedenbeker (4x)

1958/60, 1960/61, 1961/62, 1968/69
Bijzonderheden Europese competities:
| Bijzonderheid                 | Datum      | Tegenstander         | Uitslag | Plaats | Naam                | Aantal |
| ----------------------------- | ---------- | -------------------- | ------- | ------ | ------------------- | ------ |
| Hoogste overwinning           | 17-09-1974 | Red Boys Differdange | 7-0     | Lyon   |                     |        |
| Hoogste nederlaag             | 10-12-1958 | Internazionale       | 0-7     | Milaan |                     |        |
| Speler met meeste wedstrijden | 04-03-2008 |                      |         |        | Grégory Coupet      | 87     |
| Speler met meeste doelpunten  | 17-04-2025 |                      |         |        | Alexandre Lacazette | 19     |

UEFA Club Ranking: 51 (18-04-2025)

## Records & Statistieken

### Wedstrijden en doelpunten
Topscorer aller tijden
1. Fleury Di Nallo , 182 doelpunten

Meest gescoorde doelpunten in één seizoen
1. Suprima, 30 doelpunten — 1946/47
2. Alexandre Lacazette, 27 doelpunten — 2014/15
3. André Guy, 25 doelpunten — 1968/69
4. Bernard Lacombe, 24 doelpunten — 1977/78
5. Sonny Anderson, 23 doelpunten — 1999/00
6. Nestor Combin, 23 doelpunten — 1963/64

Meest gespeelde competitiewedstrijden
1. Serge Chiesa, 541 wedstrijden
2. Sidney Govou, 367 wedstrijden

Meeste doelpunten voor
- 74 doelpunten (Ligue 1) — 2007/08
- 62 doelpunten (Ligue 1) — 2001/02

Minste tegendoelpunten
1. 22 tegengoals — 2004/05

Grootste overwinning
1. Olympique Lyonnais - Angers (8-0) — 1967
2. Olympique Lyonnais - Olympique Marseille (8-0) — 1997
3. Red Star - Olympique Lyonnais (1-5) — 1970

Grootste nederlaag
1. Olympique Lyonnais - AS Saint-Étienne (1-7) — 1970
2. Olympique Marseille - Olympique Lyonnais (7-0) — 1990

### Transfers
Vanaf 1989 speelde de club onafgebroken in de Ligue 1. Vanaf de beginjaren van de 21e eeuw behoort Olympique Lyonnais structureel tot de beste clubs van Frankrijk. Op de UEFA ranglijst van de beste clubs in Europa staat Olympique Lyonnais sinds 2006 jaarlijks in de top 10. De basis hiervoor was een zeer succesvol aan- en verkoopbeleid van spelers, waardoor een zeer goede naam is opgebouwd. De club staat er nu bekend om het financieel goed voor elkaar te hebben. Een belangrijke rol hierin speelde de zakenman Jean-Michel Aulas, die sinds 1987 de clubpresident is van Olympique Lyonnais. Hieronder volgt een lijst van de grootste inkomende en uitgaande transfers van de club.

#### Inkomend
Een overzicht van de 10 duurste aankopen van Olympique Lyonnais:

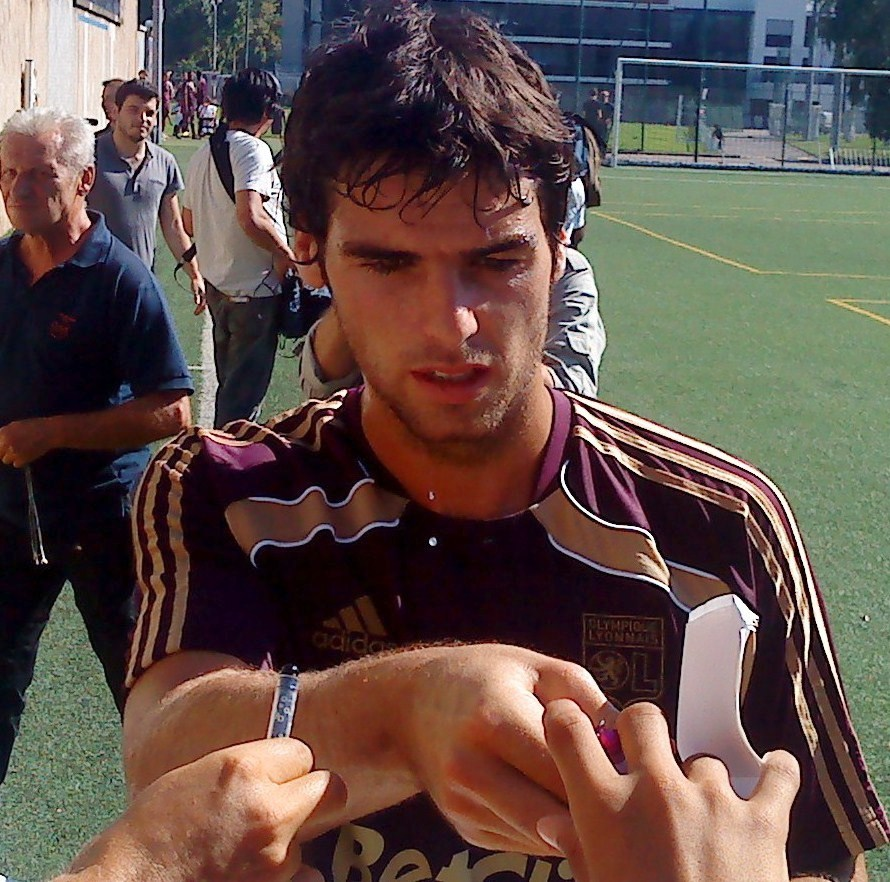
Yoann Gourcuff werd in 2010 aangetrokken voor 22 miljoen euro.

| Nummer | Naam speler         | Van club              | Bedrag in miljoenen euro | Jaar |
| ------ | ------------------- | --------------------- | ------------------------ | ---- |
| 1      | Jeff Reine-Adélaïde | Angers SCO            | € 25,0 ±                 | 2019 |
| 2      | Joachim Andersen    | UC Sampdoria          | € 24,0 ±                 | 2019 |
| 3      | Lisandro López      | FC Porto              | € 24,0 ±                 | 2009 |
| 4      | Thiago Mendes       | Lille OSC             | € 22,0 ±                 | 2019 |
| 5      | Moussa Dembélé      | Celtic                | € 22,0 ±                 | 2018 |
| 6      | Yoann Gourcuff      | Girondins de Bordeaux | € 22,0 ±                 | 2010 |
| 7      | Bruno Guimarães     | Athletico Paranaense  | € 20,0 ±                 | 2020 |
| 8      | Sonny Anderson      | FC Barcelona          | € 19,0 ±                 | 1999 |
| 9      | Memphis Depay       | Manchester United     | € 18.5 ±                 | 2017 |
| 10     | Michel Bastos       | Lille OSC             | € 18,0 ±                 | 2009 |

#### Uitgaand
Een overzicht van de 10 grootste uitgaande transfers van Olympique Lyonnais:

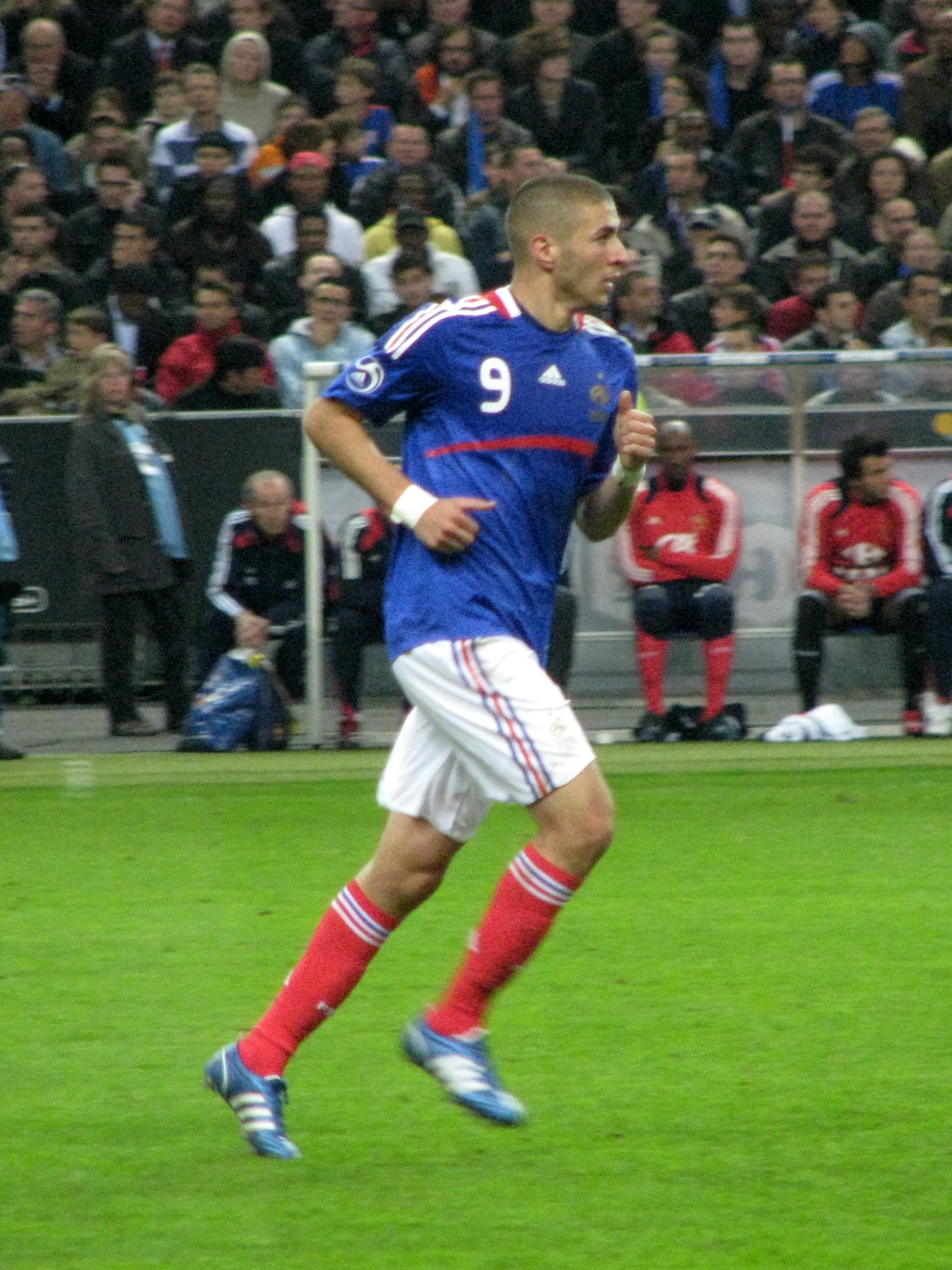
Karim Benzema vertrok naar Real Madrid CF voor 35 miljoen euro.

| Nummer | Naam speler         | Naar club         | Bedrag in miljoenen euro | Jaar |
| ------ | ------------------- | ----------------- | ------------------------ | ---- |
| 1      | Tanguy Ndombele     | Tottenham Hotspur | € 60,0 ±                 | 2019 |
| 2      | Alexandre Lacazette | Arsenal           | € 51,3 ±                 | 2018 |
| 3      | Ferland Mendy       | Real Madrid CF    | € 48,0 ±                 | 2019 |
| 4      | Corentin Tolisso    | Bayern München    | € 41,5 ±                 | 2017 |
| 5      | Michael Essien      | Chelsea FC        | € 40,0 ±                 | 2005 |
| 6      | Karim Benzema       | Real Madrid CF    | € 35,0 ±                 | 2009 |
| 7      | Mahamadou Diarra    | Real Madrid CF    | € 29,0 ±                 | 2006 |
| 8      | Samuel Umtiti       | FC Barcelona      | € 25,0 ±                 | 2016 |
| 9      | Mariano Díaz        | Real Madrid CF    | € 21,5 ±                 | 2018 |
| 10     | Willem Geubbels     | AS Monaco         | € 20,0 ±                 | 2018 |

## Bekende (oud-)spelers

### Voorzitters
- Jean-Michel Aulas

### Spelers
- Joachim Andersen
- Michel Bastos
- Hatem Ben Arfa
- Karim Benzema
- Jerome Boateng
- Mathieu Valbuena
- Grégory Coupet
- Moussa Dembélé
- Mahamadou Diarra
- Michael Essien
- Memphis Depay
- Kenny Tete
- Bafétimbi Gomis
- Yoann Gourcuff
- Sidney Govou
- Bruno Guimarães
- Lucas Paquetá
- Sonny Anderson
- Juninho
- Alexandre Lacazette
- Corentin Tolisso
- Nabil Fekir
- Hugo Lloris
- Anthony Lopes
- Lisandro López
- Ferland Mendy
- Tanguy Ndombele
- Jeff Reine-Adélaïde
- Anthony Réveillère
- Xherdan Shaqiri
- Bertrand Traoré
- Samuel Umtiti
- Rémy Vercoutre

### Trainers
- Laurent Blanc
- Peter Bosz
- Raymond Domenech
- Paulo Fonseca
- Rudi Garcia
- Rémi Garde
- Bruno Génésio
- Fabio Grosso
- Gérard Houllier
- Paul Le Guen
- Claude Puel